# Unión Cantinil
Unión Cantinil è un comune del Guatemala facente parte del dipartimento di Huehuetenango.
Il comune è stato istituito l'11 agosto 2005 separandolo da quello di Chiantla.